# International Boxing Hall of Fame

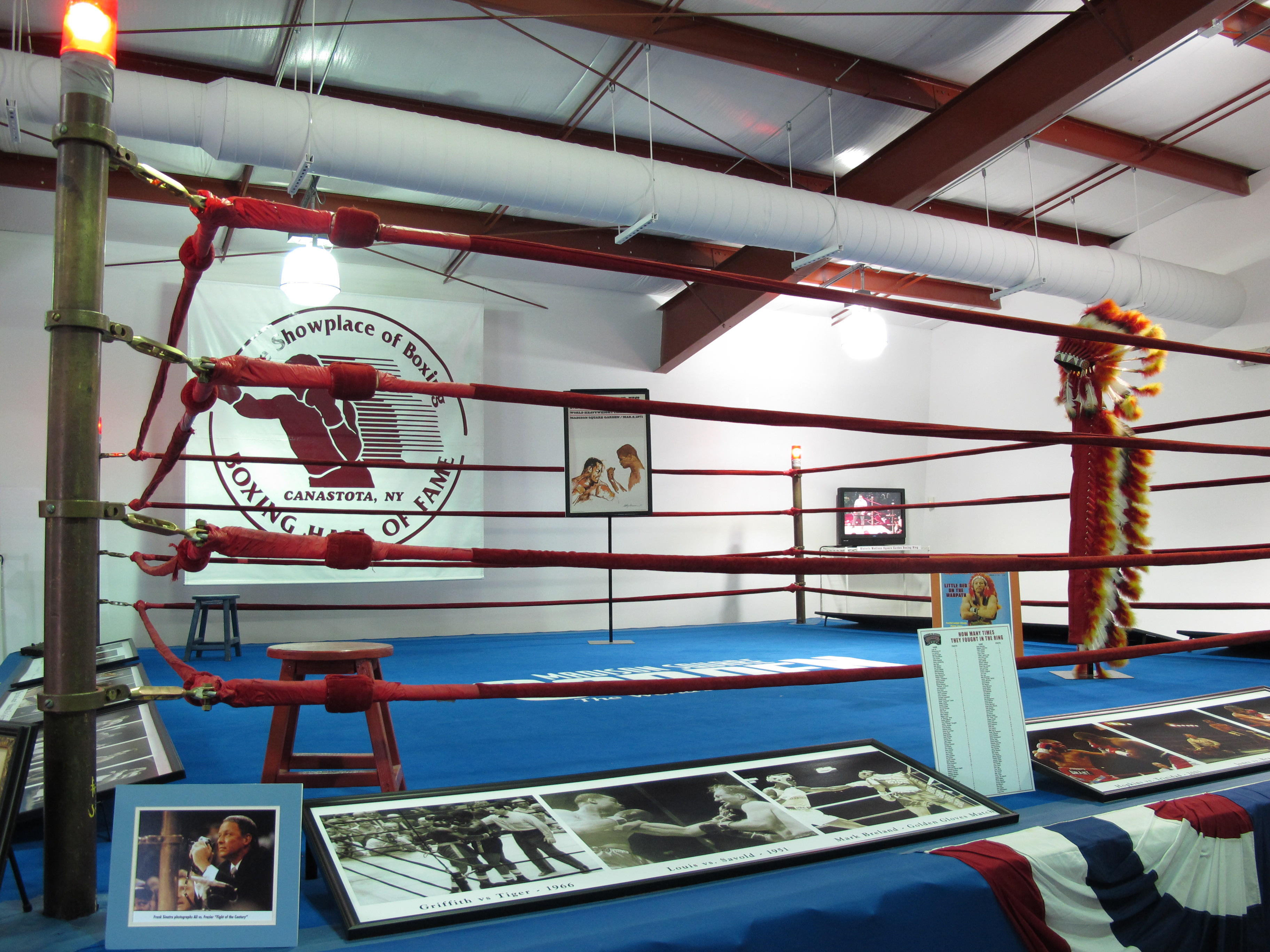
Część eksponatów znajdujących się w International Boxing Hall of Fame

International Boxing Hall of Fame (IBHOF) – Międzynarodowa Bokserska Galeria Sławy znajduje się obecnie w mieście Canastota w stanie Nowy Jork i jest jedną z dwóch uznawanych bokserskich galerii sławy obok World Boxing Hall of Fame.
Pierwsza Boxing Hall of Fame została stworzona przez The Ring i znajdowała się w Madison Square Garden, jednakże w 1990 roku z inicjatywy Eda Brophy by uczcić dwóch mistrzów bokserskich Carmena Basilio oraz jego bratanka Billy’ego Backusa, którzy pochodzą właśnie z miasteczka Canastota, jego władze otworzyły nowe muzeum, które pokazuje bogatą historię boksu.
W ceremoniach odbywających się każdego roku bierze udział bardzo wiele byłych jak i obecnych wielkich pięściarzy oraz wielu innych słynnych ludzi z różnych branż.
Nominacja boksera do Hall of Fame może odbyć się dopiero po upływie pięciu lat po zakończeniu kariery sportowej.
Do 2014 wybierano członków Międzynarodowej Bokserskiej Galerii Sławy w pięciu kategoriach:
- Współcześni (Modern) – ostatnia walka nie wcześniej niż w 1943 roku;
- Dawni mistrzowie (Old Timers) – ostatnia walka nie wcześniej niż w 1893 roku i nie później niż w 1942 roku;
- Pionierzy (Pioneers)  – ostatnia walka  w lub przed 1892 rokiem;
- Obserwatorzy (Observers) – dziennikarze, historycy, pisarze i artyści;
- Inni (Non-participants) – osoby, które przyczyniły się do rozwoju boksu w sposób inny, niż bokserzy i obserwatorzy.

Począwszy od 2015 wprowadzono następujące zmiany:
- Kategoria „Współcześni” obejmuje bokserów, których walka odbyła się nie wcześniej niż w 1989 roku;
- Kategoria „Dawni mistrzowie” obejmuje bokserów, których walka odbyła się nie wcześniej niż w 1893 roku i nie później niż w 1988 roku i została podzielona na dwie podkategorie: „Wcześni” (Early, ostatnia walka nie później niż w 1942 roku) i „Późni”  (Late, ostatnia walka nie wcześniej niż w 1943 roku); wybory będą odbywać się co roku przemiennie dla każdej podkategorii, zaczynając od „późnych” mistrzów w 2015;
- Wybory do kategorii „Pionierów” będą odbywały się co 5 lat, przy czym pierwsze będą miały miejsce w 2019[1].

## Współcześni
| - Muhammad Ali (1990) - Sammy Angott (1998) - Fred Apostoli (2003) - Alexis Argüello (1992) - Henry Armstrong (1990) - Marco Antonio Barrera (2017) - Carmen Basilio (1990) - Wilfred Benítez (1996) - Nino Benvenuti (1992) - Jackie Kid Berg (1994) - Jimmy Bivins (1999) - Riddick Bowe (2015) - Joe Brown (1996) - Ken Buchanan (2000) - Charley Burley (1992) - Joe Calzaghe (2014) - Héctor Camacho (2016) - Orlando Canizales (2009) - Miguel Canto (1998) - Michael Carbajal (2006) - Jimmy Carter (2000) - Marcel Cerdan (1991) - Antonio Cervantes (1998) - Bobby Chacon (2005) - Jeff Chandler (2000) - Chang Jung-koo (2010) - Ezzard Charles (1990) - Julio César Chávez (2011) - Curtis Cokes (2003) - Billy Conn (1990) - Pipino Cuevas (2002) - Donald Curry (2019) | - Roberto Durán (2007) - Flash Elorde (1993) - Jeff Fenech (2002) - George Foreman (2003) - Bob Foster (1990) - Joe Frazier (1990) - Gene Fullmer (1991) - Khaosai Galaxy (1999) - Víctor Galíndez (2002) - Arturo Gatti (2013) - Kid Gavilán (1990) - Joey Giardello (1993) - Wilfredo Gómez (1995) - Humberto González (2006) - Billy Graham (1992) - Rocky Graziano (1991) - Emile Griffith (1990) - Marvelous Marvin Hagler (1993) - Naseem Hamed (2015) - Fighting Harada (1995) - Thomas Hearns (2012) - Virgil Hill (2013) - Larry Holmes (2008) - Evander Holyfield (2017) - Óscar de la Hoya (2014) - Beau Jack (1991) - Julian Jackson (2019) - Lew Jenkins (1999) - Éder Jofre (1992) - Ingemar Johansson (2002) - Harold Johnson (1993) - Mark Johnson (2012) - Cocoa Kid (2012) - Witalij Kłyczko (2018) - Ismael Laguna (2001) | - Jake LaMotta (1990) - Sugar Ray Leonard (1997) - Lennox Lewis (2009) - Sonny Liston (1991) - Nicolino Locche (2003) - Duilio Loi (2005) - Danny Lopez (2010) - Ricardo López (2007) - Joe Louis (1990) - Ray Mancini (2015) - Rocky Marciano (1990) - Lloyd Marshall (2010) - Joey Maxim (1994) - Mike McCallum (2003) - Buddy McGirt (2019) - Barry McGuigan (2005) - Brian Mitchell (2009) - Bob Montgomery (1995) - Carlos Monzón (1990) - Archie Moore (1990) - Érik Morales (2018) - Matthew Saad Muhammad (1998) - José Nápoles (1990) - Azumah Nelson (2004) - Terry Norris (2005) - Ken Norton (1992) - Rubén Olivares (1991) - Bobo Olson (2000) - Carlos Ortiz (1991) - Manuel Ortiz (1996) - Carlos Palomino (2004) - László Papp (2001) - Willie Pastrano (2001) - Floyd Patterson (1991) - Eusebio Pedroza (1999) - Willie Pep (1990) | - Pascual Pérez (1995) - Eddie Perkins (2008) - Lupe Pintor (2016) - Aaron Pryor (1996) - Dwight Muhammad Qawi (2004) - Sugar Ramos (2001) - Sugar Ray Robinson (1990) - Luis Rodríguez (1997) - Edwin Rosario (2006) - Sandy Saddler (1990) - Vicente Saldívar (1999) - Salvador Sánchez (1991) - Max Schmeling (1992) - Michael Spinks (1994) - Johnny Tapia (2017) - Dick Tiger (1991) - José Torres (1997) - Félix Trinidad (2014) - Kostia Cziu (2011) - Randy Turpin (2001) - Mike Tyson (2011) - Jersey Joe Walcott (1990) - Pernell Whitaker (2007) - Holman Williams (2008) - Ike Williams (1990) - Chalky Wright (1997) - Winky Wright (2018) - Yuh Myung-woo (2013) - Tony Zale (1991) - Hilario Zapata (2016) - Daniel Zaragoza (2004) - Carlos Zárate (1994) - Fritzie Zivic (1993) |

## Dawni mistrzowie
| - Lou Ambers (1992) - Baby Arizmendi (2004) - Abe Attell (1990) - Max Baer (1995) - Jimmy Barry (2000) - Benny Bass (2002) - Battling Battalino (2003) - Paul Berlenbach (2001) - Eddie Booker (2017) - James J. Braddock (2001) - Jack Britton (1990) - Lou Brouillard (2006) - Panama Al Brown (1992) - Newsboy Brown (2012) - Tommy Burns (1996) - Tony Canzoneri (1990) - Georges Carpentier (1991) - George Chaney (2014) - Kid Chocolate (1994) - Joe Choynski (1998) - James J. Corbett (1990) - Young Corbett II (2010) - Young Corbett III (2004) - Johnny Coulon (1999) - Eugène Criqui (2005) - Les Darcy (1993) - Jack Delaney (1996) - Tony DeMarco (2019) - Jack Dempsey (1990) - Nonpareil Jack Dempsey (1992) - Jack Dillon (1995) - George Dixon (1990) - Jim Driscoll (1990) - Johnny Dundee (1991) - Sixto Escobar (2002) - Jackie Fields (2004) | - Bob Fitzsimmons (1990) - Tiger Flowers (1993) - Joe Gans (1990) - Frankie Genaro (1998) - Mike Gibbons (1992) - Tommy Gibbons (1993) - George Godfrey (2007) - Harry Greb (1990) - Young Griffo (1991) - Yoko Gushiken (2015) - Harry Harris (2002) - Len Harvey (2008) - Pete Herman (1997) - Leo Houck (2012) - Peter Jackson (1990) - Joe Jeanette (1997) - James J. Jeffries (1990) - Jack Johnson (1990) - Gorilla Jones (2009) - Rocky Kansas (2010) - Louis „Kid” Kaplan (2003) - Stanley Ketchel (1990) - Dixie Kid (2002) - Johnny Kilbane (1995) - Jake Kilrain (2012) - Frank Klaus (2008) - Fidel LaBarba (1996) - Sam Langford (1990) - George „Kid” Lavigne (1998) | - Charles Ledoux (2014) - Benny Leonard (1990) - Battling Levinsky (2000) - Harry Lewis (2008) - John Henry Lewis (1994) - Ted Lewis (1992) - Tommy Loughran (1991) - Benny Lynch (1998) - Joe Lynch (2005) - Sammy Mandell (1998) - Jack McAuliffe (1995) - Charles „Kid” McCoy (1991) - Packey McFarland (1992) - Terry McGovern (1990) - Jimmy McLarnin (1991) - Sam McVey (1999) - Freddie Miller (1997) - Billy Miske (2010) - Charley Mitchell (2002) - Pedro Montañez (2007) - Memphis Pal Moore (2011) - Owen Moran (2002) - Battling Nelson (1992) - Kid Norfolk (2007) - Philadelphia Jack O’Brien (1994) - Mike O’Dowd (2014) - Masao Ohba (2015) - Ken Overlin (2015) - Billy Papke (2001) - Billy Petrolle (2000) | - Wesley Ramey (2013) - Willie Ritchie (2004) - Maxie Rosenbloom (1993) - Jack Root (2011) - Barney Ross (1990) - Tommy Ryan (1991) - Petey Sarron (2016) - Dave Shade (2011) - Jack Sharkey (1994) - Tom Sharkey (2003) - Jimmy Slattery (2006) - Jeff Smith (2013) - Mysterious Billy Smith (2009) - Billy Soose (2009) - Freddie Steele (1999) - Young Stribling (1996) - Charles „Bud” Taylor (2005) - Lew Tendler (1999) - Sid Terris (2018) - Marcel Thil (2005) - Gene Tunney (1990) - Pancho Villa (1994) - Joe Walcott (1991) - Mickey Walker (1990) - Freddie Welsh (1997) - Jimmy Wilde (1990) - Jess Willard (2003) - Kid Williams (1996) - Harry Wills (1992) - Ad Wolgast (2000) - Midget Wolgast (2001) - Teddy Yarosz (2006) |

## Pionierzy
| - Barney Aaron (2001) - Young Barney Aaron (2007) - Tom Allen (2014) - Caleb Baldwin (2003) - Jem Belcher (1992) - Benjamin Brain (1994) - Jack Broughton (1990) - James Burke (1992) - Jem Carney (2006) - Arthur Chambers (2000) - Joe Coburn (2013) | - Tom Cribb (1991) - Dick Curtis (2007) - Dan Donnelly (2008) - Professor Mike Donovan (1998) - Paddy Duffy (1994) - Billy Edwards (2004) - James Figg (1992) - Joe Goss (2003) - John Gully (2011) - John C. Heenan (2002) - Tom Hyer (2009) | - John Jackson (1992) - Tom Johnson (1995) - Paddington Tom Jones (2010) - Tom King (1992) - Nat Langham (1992) - Jem Mace (1990) - Daniel Mendoza (1990) - Tom Molineaux (1997) - John Morrissey (1996) - Henry Pearce (1993) - Jack Randall (2005) | - Bill Richmond (1999) - Dutch Sam (1997) - Young Dutch Sam (2002) - Tom Sayers (1990) - Tom Spring (1992) - John L. Sullivan (1990) - Bendigo Thompson (1991) - Jem Ward (1995) - James Wharton (2012) |

## Inni
| - Johnny Addie (2018) - Thomas S. Andrews (1992) - Ray Arcel (1991) - Bob Arum (1999) - Jarvis Astaire (2006) - Giuseppe Ballarati (1999) - George Benton (2001) - Ignacio Beristain (2011) - A.F. Bettinson (2011) - Whitey Bimstein (2006) - Jack Blackburn (1992) - William A. Brady (1998) - Umberto Branchini (2004) - Teddy Brenner (1993) - Amilcar Brusa (2007) - Michael Buffer (2012) - Bill Cayton (2005) - John Graham Chambers (1990) - Don Chargin (2001) - Lorraine Chargin (2018) - Stanley Christodoulou (2004) - Gil Clancy (1993) - Irving Cohen (2002) - James W. Coffroth (1991) - Cuco Conde (2007) - John F.X. Condon (2015) - Eugene Corri (2014) | - Joe Cortez (2011) - Cus D’Amato (1995) - Jeff Dickson (2000) - Arthur Donovan (1993) - Mickey Duff (1999) - Angelo Dundee (1994) - Chris Dundee (1994) - Don Dunphy (1993) - Dan Duva (2003) - Lou Duva (1998) - Aileen Eaton (2002) - Pierce Egan (1991) - Whitey Esneault (2016) - Shelly Finkel (2010) - Nat Fleischer (1990) - Richard Kyle Fox (1997) - Dewey Fragetta (2003) - Don Fraser (2005) - Eddie Futch (1994) - Billy Gibson (2009) - Charley Goldman (1992) - Ruby Goldstein (1994) - Bob Goodman (2009) - Murray Goodman (1999) - Bill Gore (2008) - Abe J. Greene (2009) - Larry Hazzard (2010) | - Barry Hearn (2014) - Arturo „Cuyo” Hernández (2013) - Akihiko Honda (2009) - Joe Humphreys (1997) - Sam Ichinose (2001) - Jimmy Jacobs (1993) - Mike Jacobs (1990) - Jimmy Johnston (1999) - Guy Jutras (2019) - Jack Kearns (1990) - Don King (1997) - Klaus-Peter Kohl (2018) - Mills Lane (2013) - Tito Lectoure (1997) - Harold Lederman (2016) - Jimmy Lennon Jr. (2013) - Jimmy Lennon Sr. (2017) - Johnny Lewis (2017) - A.J. Liebling (1992) - Hugh, Earl of Lonsdale (1996) - Harry Markson (1992) - Hugh McIntosh (2012) - Rafael Mendoza (2015) - Arthur Mercante (1995) - Dan Morgan (2000) - William Muldoon (1996) - Gilbert Odd (1995) - Tom O’Rourke (1999) - Mogens Palle (2008) | - Dan Parker (1996) - George Parnassus (1991) - J Russell Peltz (2004) - John, markiz Queensberry (1990) - Marc Ratner (2016) - Tex Rickard (1990) - Freddie Roach (2012) - Jerry Roth (2017) - Irving Rudd (1999) - Lee Samuels (2019) - Rodolfo Sabbatini (2006) - Lope Sarreal (2005) - Wilfried Sauerland (2010) - George Siler (1995) - Sam Silverman (2002) - Steve Smoger (2015) - Jack Solomons (1995) - Richard Steele - Emanuel Steward (1997) - José Sulaimán (2007) - Sam Taub (1995) - Herman Taylor (1998) - Bruce Trampler (2010) - Rip Valenti (2012) - Lou Viscusi (2004) - Jimmy Walker (1992) - Frank Warren (2008) - Al Weill (2003) |

## Obserwatorzy
| - Steve Albert (2018) - Dave Anderson (2008) - Teddy Atlas (2019) - Al Bernstein (2012) - Lester Bromberg (2001) - Jimmy Cannon (2002) - Harry Carpenter (2011) - Ted Carroll (2013) - Ralph Citro (2001) - Nigel Collins (2015) - Howard Cosell (2010) | - Tad Dorgan (2007) - Steve Farhood (2017) - Jack Fiske (2003) - Paul Gallico (2009) - Bill Gallo (2001) - Jim Gray (2018) - Reg Gutteridge (2002) - Colin Hart (2013) - W.C. Heinz (2004) - Graham Houston (2014) | - Jerry Izenberg (2016) - Jersey Jones (2005) - Hank Kaplan (2005) - Michael Katz (2012) - Joe Koizumi (2008) - Jim Lampley (2015) - Neil Leifer (2014) - Hugh McIlvanney (2009) - Larry Merchant (2009) - Harry Mullan (2005) | - Barney Nagler (2004) - LeRoy Neiman (2007) - Mario Rivera Martino (2019) - Damon Runyon (2002) - Budd Schulberg (2003) - Ed Schuyler (2010) - Bob Sheridan (2016) - Sylvester Stallone (2011) - Bert Sugar (2005) - Barry Tompkins (2017) - Stanley Weston (2006) |